# Adela croesella
Adela croesella — вид метеликів родини довговусих молей (Adelidae).

## Поширення
Вид поширений майже на всій території Європи.

## Опис
Розмах крил 11-14 мм. Голова металевого забарвлення з чорними включеннями. Вусики самців завдовжки до 2,5 см, чорні, з білими кінчиками. Вусики самиць до 1,5 см завдовжки, нижня половина фіолетово-чорна, верхня половина білого кольору. Передні крила фіолетові з золотистими прожилками та широкою жовтою перев'яззю ближче до середини. Задні крила пурпурові з бахромою.

## Спосіб життя
Метелики літають з середини травня до кінця червня. Активні вдень. У рік буває лише одне покоління. Спочатку личинки харчуються квітками обліпихи звичайної та бирючини звичайної. Потім вони опускаються на землю, де живляться опалим листям.